# Jolly Bob från Aberdeen
Jolly Bob från Aberdeen är en sång skriven av Lasse Dahlquist. Den spelades in på skiva av flera olika artister, och utgavs första gången 1938.,
Traste Lindéns Kvintett refererar till låten med sin skiva "Jolly Bob går i land"

### Fotnoter
1. ↑  ”Jolly Bob från Aberdeen”. Svensk mediedatabas. 26 februari 1938. http://smdb.kb.se/catalog/search?q=%22Jolly+Bob+fr%C3%A5n+Aberdeen%22&x=0&y=0. Läst 19 maj 2014.